# 长沙海关
中华人民共和国长沙海关，是中华人民共和国海关总署在长沙市设立的海关，驻地位于长沙市雨花区东二环1段678号，负责的关区为湖南省全境。

## 沿革
长沙海关于1904年始建，1947年裁撤，1984年重建。

## 职责
（一）负责本关区贯彻落实党中央、国务院关于海关工作的方针政策和决策部署，在履行职责过程中坚持和加强党对海关工作的集中统一领导，履行全面从严治党主体责任；
（二）负责贯彻执行与海关管理相关的法律、法规、规章、规范性文件和相关技术规范，负责本关区征税、监管、缉私、出入境检验检疫、统计等工作；
（三）监控研判本关区各类执法风险、管理风险和廉政风险并组织防范和化解，负责本关区基层党组织建设、队伍建设和日常管理工作；
（四）完成海关总署交办的其他工作。

## 下设机构

#### 内设机构[4]
- 办公室
- 卫生检疫处
- 口岸监管处
- 科技处
- 法规处
- 动植物检疫处
- 统计分析处
- 督察内审处
- 综合业务处
- 进出口食品安全处
- 企业管理和稽查处
- 人事教育处
- 关税处
- 商品检验处
- 财务处

#### 隶属海关[5]
- 长沙黄花机场海关
- 韶山海关
- 常德海关
- 永州海关
- 长沙邮局海关
- 衡阳海关
- 益阳海关
- 怀化海关
- 星沙海关
- 邵阳海关
- 张家界海关
- 娄底海关
- 株洲海关
- 岳阳海关
- 郴州海关
- 湘西海关

#### 其他机构[6]
- 缉私局
- 离退休干部办公室
- 政治部
- 机关党委（思想政治工作办公室）
- 监察室

#### 事业单位[7]
- 长沙海关后勤管理中心
- 长沙海关技术中心
- 湖南国际旅行卫生保健中心（长沙海关口岸门诊部）
- 中国电子口岸数据中心长沙分中心